# 肯維島足球會
肯維島足球會（Canvey Island Football Club）是一支位於英格蘭肯維島的職業足球會，目前於英格蘭足球依斯米安聯賽超聯組角逐。

## 外部連結
- 官方网站